# Бжезя-Лонка
Бжезя-Лонка (пол. Brzezia Łąka) — село в Польщі, у гміні Длуґоленка Вроцлавського повіту Нижньосілезького воєводства.
Населення — 1136 осіб (2011).
У 1975-1998 роках село належало до Вроцлавського воєводства.

## Демографія
Демографічна структура станом на 31 березня 2011 року:
|          | Загалом | Допрацездатний вік | Працездатний вік | Постпрацездатний вік |
| -------- | ------- | ------------------ | ---------------- | -------------------- |
| Чоловіки | 544     | 128                | 381              | 35                   |
| Жінки    | 592     | 127                | 373              | 92                   |
| Разом    | 1136    | 255                | 754              | 127                  |